# Благотворче суспільство
«Благотворче суспільство» (рос. Созидательное общество, англ. Creative society) — організація, що позиціює себе як міжнародний рух за вдосконалення суспільства. Найбільш популярна в Східній та Центральній Європі. Часто характеризується в ЗМІ як деструктивний, тоталітарний та синкретичний культ.. З 9 серпня 2023 року заборонена на території Росії через дискредитацію Збройних сил Російської Федерації.
Тісно пов'язана з організацією АллатРа, яка є власником сайту «Благотворчого суспільства» та відома пропагандою псевдонауки і теорії змов на теми інопланетян і таємних могутніх еліт, які приносять в жертву дітей. Також, організації приписуються такі риси як проросійськість, вихвалення президента РФ Путіна, комуністичного режиму, вхід України до складу Росії та колабораціонізм під час вторгнення Росії в Україну.

## Ідейне спрямування
«Благотворче суспільство» закликає поширювати інформацію з його ресурсів аби «вийти з усіх криз мирним шляхом» і завадити «самознищенню людства». Його 8 головних принципів стверджують про цінність життя, свобод і безпеки людини, самоуправління суспільства.
Особливу увагу «Благотворче суспільство» приділяє змінам клімату, заперечуючи вплив людства на них. На думку організації, зміни клімату зумовлені циклічними природними процесами тривалістю 12 тис. років, тому їх (і навіть конкретні катаклізми) можна передбачити й запобігти шкоді від них. На сайті організації клімат названо «єдиним ворогом людства». При цьому думка міжнародної академічної спільноти щодо змін клімату як наслідку викидів парникових газів описується як брехлива, тоді як «Благотворче суспільство» збирає фахівців, які «знають правду».
Хоча організація називає джерелом своїх відомостей науку, вона використовує апокаліптичні ідеї та думки про майбутній кращий світ зі світових релігій як доказ своєї правоти. На форумі «Global Crisis. Our Survival Is in Unity» прогнозувалося, що без «Благотворчого суспільства» життя на Землі стане «нестерпним» після 2028 року. Організація стверджує, що після побудови «Благотворчого суспільства» людина зможе жити 1500 років, зберігаючи красу та уникаючи будь-яких хвороб за допомогою душу, який буде «сканувати та коригувати, лагодячи баги».

## Оцінки діяльності
Згідно з BBC, «Благотворче суспільство» — це антисцієнтична організація, що володіє акаунтами в соціальних мережах, де розміщуються дописи, які заперечують елементарні факти зміни клімату та інші, зокрема:
- У TikTok, без достовірних доказів, танення льодовиків пов'язувалося із «космічними імпульсами галактичної взаємодії»;
- У Facebook організацією просувалося відео, які помилково описують відновлювані джерела енергії як «шахрайство»;
- У Twitter розміщуються меми про «корумпованих вчених, які брешуть про причини зміни клімату».[3]

«Благотворче суспільство» неодноразово характеризувалося українськими ЗМІ як секта та «небезпечний рух», який спекулює на темі глобальних проблем і поширює проросійську пропаганду. Російські та українські джерела вказують на витоки проєкту з України. Генеральна прокуратура Російської Федерації вказує на те, що управлінський центр організації «Благотворче суспільство» знаходиться в США. За розслідуванням сайту «Говори!», тези, поширювані «Благотворчим суспільством», повторюють тези релігійної організації «АллатРа» і «Благотворче суспільство» є спробою ребрендингу через заплямовану репутацію «АллатРа». «АллатРа» також випускав телепередачу «Созидательное общество» та матеріал «8 основ Созидательного общества». Англомовні ресурси, такі як «The Business Gazette Online» та «International Business Watch» також вказують на підлеглість «Благотворчого суспільства» «АллатРі», хоча й подають цю інформацію без критики.
В інтерв'ю представниці організації, спікерки Міжнародного онлайн-форуму «Глобальна криза. Ми люди. Ми хочемо жити» Ольги Шмідт прямо вказано, що книга Анастасії Нових «АллатРа» мала на неї визначальний вплив. Словацьке видання «The Slovak Spectator» відгукнулося про організацію як «апокаліптичний рух з агресивним маркетингом». Згідно з аналізом сайту «Говори!», матеріал «8 основ Созидательного общества» авторства МГР «АллатРа» повторює тези, викладені у російському підручнику суспільствознавства за 8 клас, таким чином «не созидая ничего нового».
Окрім того, на форумах «Глобальна криза» розповсюджували інформацію про «шахрайство з CO2», де запевнялося, що «справжня причина зміни клімату — циклічність». На цих форумах були представлені уривки інтерв'ю з деякими вченими та політиками, зокрема Юрай Сматана, Карлос Зорріньо та Джефф Мастерс. Після цього вони повідомили про різні маніпуляції. Так, Юрай заявив, що не знав про погляди групи на зміну клімату, коли погоджувалися на інтерв'ю та його коментар був підроблений так, щоби справлялось враження, нібито він погоджується з позицією організації. Карлос сказав, що під час інтерв'ю його «кілька разів закликали» похвалити роботу «Благотворчого суспільства». А Джефф заявляв, що до його слів поставилися «вибірково», також не включаючи жодної частини, де він говорив про зміну клімату, спричинену людиною. Олексій Прудков, представник організації у Швейцарії, заявив, що вони просували «правдиву інформацію про справжні причини» зміни клімату, а також, що «ЗМІ редагують матеріал під часові обмеження та подають глядачеві лише найнеобхіднішу інформацію». Окрім того, на форумі «Глобальна криза. Ми люди. Ми хочемо жити» у контексті війни в Україні не згадується хто є агресором. Натомість форум сфокусований на проблемах Африки, Латинської Америки та Південної Азії. Там подається думка, що найголовнішим ворогом людства є клімат. Також на цьому форумі заявлялося, що санкції призведуть до голоду, сайт «Говори!» розцінив це як тезу російської пропаганди, також він відмічає схожість технології створення форуму з фільмами «Земляни» та «Секрет».
Згідно із аналізом сайту «Говори!», матеріали руху збігаються з ідеями «багатополярного світу» ідеолога Дугіна та валдайською промовою Путіна, де просувається концепція «розбудови нового формату об’єднання держав для протидії „глобальним катаклізмам“, обумовленим змінами клімату».
Сайт організації надає обширний перелік ЗМІ, що позитивно оцінюють його діяльність, серед яких є публікації, зроблені самим «Благотворчим суспільством» чи його представниками.
Також, раніше офіційний сайт містив непідтверджену інформацію щодо апостолського благословення Папою Римським Франциском та іншими відомими релігійними діячами. Журналісти ставлять під сумнів ці дані та називають їх брехливими.

## Організаційна структура
Сайтом «Благотворчого суспільства» керує Громадська спілка «Міжнародний громадський рух „АллатРа“», зареєстрована в Україні за адресою місто Київ, вулиця Голосіївська, будинок 7, корпус 3, де керівником є Ковалевська Крістіна Олександрівна. А корпоративні права на цю спілку мають Товариство з обмеженою відповідальністю «АллатРа» (ЄДРПОУ: 37633996; власниця — Яблочкіна Галина Олександрівна) та Громадська організація «Міжнародна організація „Лагода“» (ЄДРПОУ: 37772005; власники — Члени Громадської Організації).
Окрім того, в Чехії зареєстровано організацію TVOŘIVÁ SPOLEČNOST, z. s., мета якої збігається з метою «Благотворочого суспільства».

## Фінансування
Фінансова структура організації непрозора. Олексій Прудков наполягає на тому, що члени є волонтерами, які присвячують справі свій вільний час. При цьому сама організація виступає за право на отримання достовірної інформації про рух і розподіл суспільних грошей, водночас подаючи це як тимчасову перехідну концепцію до електронних грошей без паперових еквівалентів.

## Прихильники
Серед відомих прибічників ідей або тез організації є:
- Ноам Чомскі — американець українсько-єврейського походження, професор лінгвістики, філософ та політичний активіст. Висловив підтримку ідей проєкту в інтерв'ю на офіційному ютуб-каналі.[49] Виправдовував російську агресію проти України та окупацію Криму, а також режим Башара Асада в Сирії.[50]
- Джефф Монсон — російський політик. Депутат міської думи Красногорська. Громадянин РФ, США та «ЛНР»[51] (до анексії 2022). Виступив на форумі «Глобальна криза. Ми люди. Ми хочемо жити» від МГР «АллатРа» під логотипом «Благотворчого суспільства». Підтримує комуністичну ідеологію та має татуювання з символами комуністичного руху.[37]
- Іцхак Адізес — американський експерт у сфері підвищення ефективності ведення бізнесу і урядової діяльності югославського походження. Виступив на форумі «Глобальна криза. Ми люди. Ми хочемо жити».[52] У публікації від 20 січня 2022 року виклав думки, що дії Росії спрямовані не на географічне розширення, а на оборону своїх інтересів від агресивних дій НАТО, а також, що НАТО не має причин для існування.[53]
- Роббі Веллс[en] — безпартійний постійний кандидат[en] у президенти США 2012, 2016, 2020 та 2024 років. У своїй передвиборчій кампанії 2024 року активно підтримує проєкт «Благотворче суспільство».[54] У кампанії 2020 року підтримував МГР «АллатРа».[55]
- Егон Чолакян — у рекламних[c] прес-релізах його представляли як вченого проєктів CERN та NASA.[56] Проте, видання «Бабель» надіслало лист з проханням уточнити роль Чолакяна до CERN, де відповіли, що він ніколи не працював там ні як штатний співробітник, ні як незалежний дослідник.[57] За кілька днів до повномасштабного вторгнення Росії Егон поширив заяву доньки нардепа V-VII скл. та ексголови Херсонської ОДА Катерини Одарченко, де вона переконувала, що «Путін не наважиться на наступ».[9] Брав участь у форумі «Глобальна криза. Вихід є»[58], пророкував кінець світу та закликав науковців об'єднуватись. Доктор фізико-математичних наук, завідувач відділу фізики космосу фізичного факультету КНУ Геннадій Міліневський прокоментував ці заяви сказавши, що «казати про погіршення стану планети немає нічого нового», але «Егон пророкує кінець світу за кілька років без реальних фактів, зв'язків і моделей», також він зазначив, що «об'єднання вчених найвищої кваліфікації з названих питань давно існує ― це панель IPCC, яка регулярно видає звіти з кліматичних проблем».[9]
- Єлизавета Хромова — геолог-геофізик з Російської Федерації. Виступила на форумі «Глобальна криза. Ми люди. Ми хочемо жити». За даними сайту «ГОВОРИ!» просуває ідеї «багатополярного світу», «єднання слов'янських народів в нову цивілізацію під головуванням Росії», а також антинаукові теорії щодо «космічної загрози».[9][37]
- Бакитжамал Оспанова — директор національної бібліотеки Республіки Казахстан. Виступила на форумі «Глобальна криза. Ми люди. Ми хочемо жити». За даними сайту «ГОВОРИ!» публічно підтримує дії Росії та Путіна.[37]
- Аліна Фьодорова — російська емігрантка у Швейцарію, займається махінаціями у сфері медичних послуг. Виступила на форумі «Глобальна криза. Ми люди. Ми хочемо жити». За даними сайту «ГОВОРИ!» підтримує політику Путіна, пропагує комунізм серед російськомовного населення Швейцарії.[37]
- Альміра Наілова — казахстанський адвокат. Виступила на форумі «Глобальна криза. Ми люди. Ми хочемо жити», де за даними сайту «ГОВОРИ!» розповідала про юридичну «процедуру» з повалення конституційного устрою і захоплення влади у пострадянських країнах задля об’єднання в нову «ідеальну державу».[37]
- Берестецька Христина Олександрівна — активістка «Благотворчого суспільства» та «МГР „АллатРа“», засновниця школи Тхеквондо[59]. Поширювала матеріали на підтримку рухів у соцмережі «ВКонтакте», доступ до якої в Україні обмежено.[60] Найбільш відома затриманням Службою Безпеки України. Була обвинувачена у несанкціонованому поширенні інформації про розміщення Збройних Сил України у Києві[1][12][61]. Звинувачення визнала повністю та була визнана винною. З урахуванням щирого каяття, отримала 8 років позбавлення волі.[62]
- Дячук Рустам Олександрович — колишній очільник КП «Луцьктепло», що звинувачується у розкраданні бюджету та розміщує на особистій сторінці матеріали на підтримку руху.[12][63]
- Мураєв Євгеній Володимирович — проросійський політик, його політична програма «Формула країни» мала змістовні збіги з проєктом Ігоря Данілова «Благотворче суспільство» під проводом МГР «АллатРа».[64]